# Маштексай
Маштекса́й (каз. Мастексай) — село у складі Жангалинського району Західноказахстанської області Казахстану. Адміністративний центр Маштексайського сільського округу.
У радянські часи село називалось Ленінське.
Населення — 1276 осіб (2021; 1756 у 2009, 1844 у 1999, 1597 у 1989).